# معقوف الجبهة
معقوف الجبهة أو غُرِبوط (الاسم العلمي: Grypotes)، جنس حشرات فصيلة قافزات الأوراق.